# Bailliage de Bechburg
1419 (bailliage soleurois dès 1463) – 1798
Entités précédentes :
- Seigneurie de Fridau
- Seigneurie de Buchsiten
- Bailliage de Falkenstein (Wolfwil)
- Seigneurie de Neu-Bechburg

Entités suivantes :
- District d'Olten
- District de Balsthal

La bailliage de Bechburg est un bailliage situé dans l'actuel canton de Soleure, qui dépend du landgraviat de Buchsgau. En 1419, les cantons de Berne et Soleure rassemblent leurs seigneuries dans le Buchsgau (à l'exception de bailliage de Bipp) pour former le bailliage de Bechburg. En 1463, Soleure obtient le bailliage, tandis que Berne obtient Bipp.

## Histoire

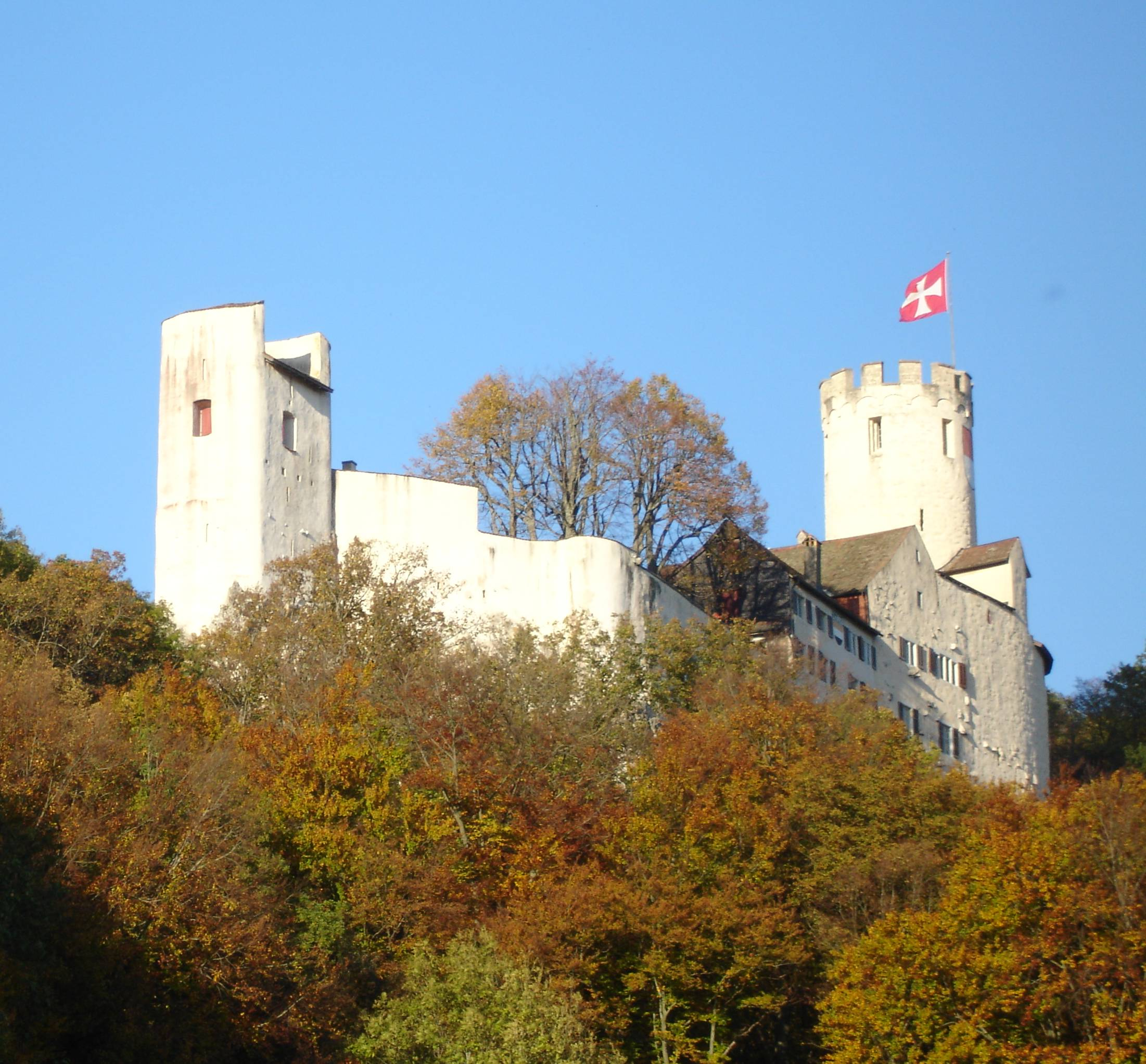
Le château de Neu-Bechburg.

Le siège du bailliage est le château de Neu-Bechburg, dans la commune d'Oensingen. Le bailliage est composé de deux parties : le Haut Bechburg et le Bas Bechburg. 
Le Haut Bechburg est composé des anciennes seigneuries de Neu-Bechburg (commune d'Oensingen), de Buchsiten (communes d'Oberbuchsiten, Niederbuchsiten et Kestenholz). Le village de Wolfwil, est transféré du bailliage de Falkenstein au Haut Bechburg en 1518.
Le Bas Bechburg (également appelé bailliage inférieur) est composé de l'ancienne seigneurie de Fridau, soit les communes de Fulenbach, Gunzgen, Kappel, Hägendorf, Rickenbach et Wangen bei Olten.

## Baillis
Les baillis sont les suivants :
- 1509-1512 : Ulrich Sury[1] ;
- 1545-?: Hug Pfluger[2] ;
- 1765-1771 : Urs Franz Josef Fidel von Sury von Bussy[3] ;